# Bacalao a lo tío

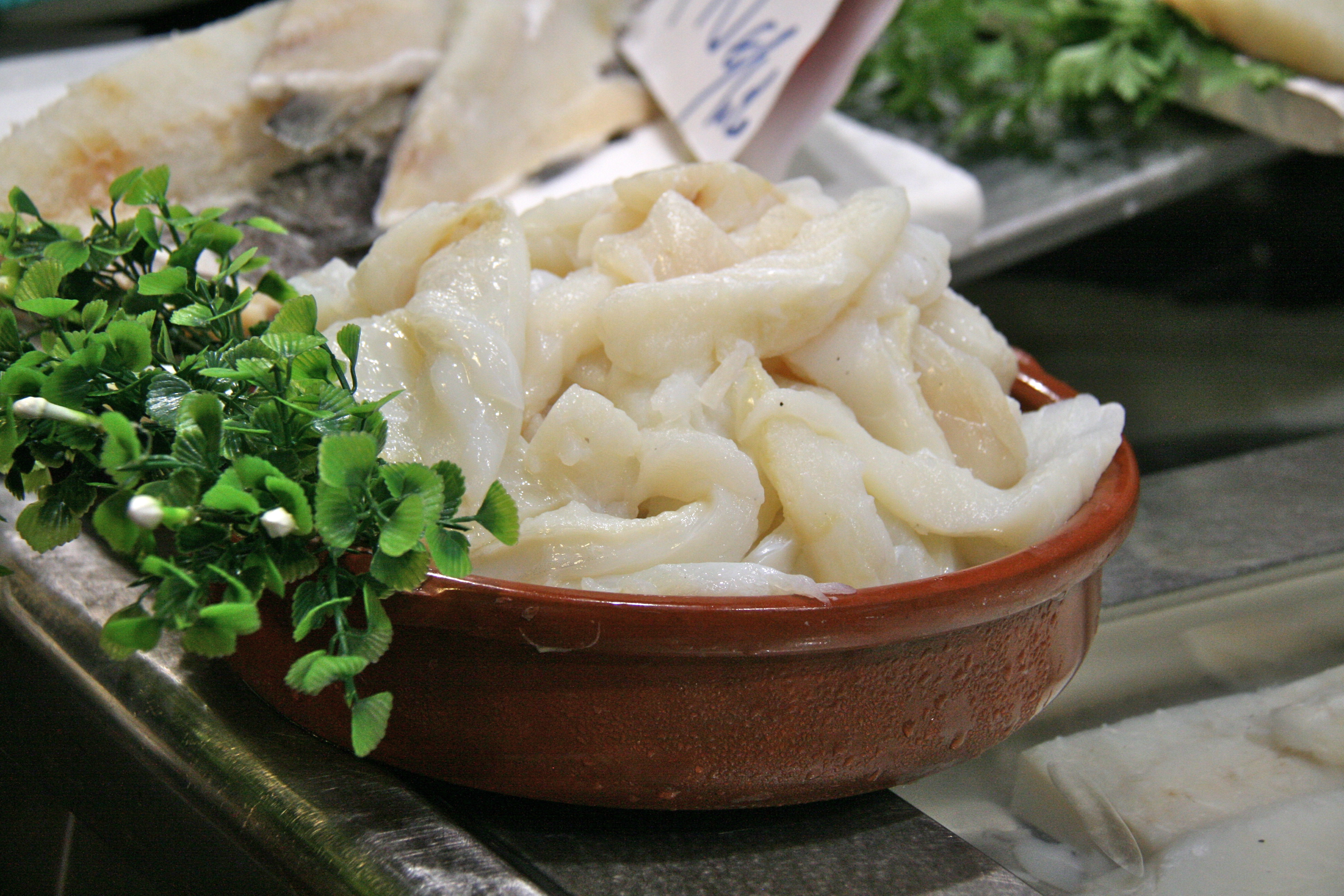
El bacalao en salazón con su cazuela, dos de los ingredientes del bacalao a lo tío.

El bacalo a lo tío (también denominado bacalao a la cazuela) es un plato de bacalao típico de algunas zonas de la provincia de Zamora. Como pueden ser ciertas localidades cercanas a Benavente. Se suele servir como plato principal, caliente, en una cazuela de barro. Es un plato que se sirve en periodos invernales. 

## Características
El bacalao en salazón es el ingrediente principal que se suele presentar en forma de lomos. El bacalao se somete a un proceso de desalamiento que se inicia un día antes. En este plato, el lomo del pescado, se fríe con abundante ajo y aceite. Se sirve con pimientos (generalmente asados) y pimentón. En algunas ocasiones, y de forma tradicional, se suele freír en la propia cazuela de barro en la que se presenta al comensal.